# Van Stockum
Van Stockum is een Nederlandse familie die het laatst in 2005 in het Nederland's Patriciaat werd opgenomen.

## Geschiedenis
De bewezen stamreeks begint met Lowys Gerritsz. van Stockum, hovenier te Gorinchem en daar vermoedelijk overleden in 1673. Een nakomeling werd heer van Akendam.

## Enkele telgen
Cornelis Jacobus van Stockum, heer van Akendam (1838-1912), dirigerend officier van gezondheid 2e klasse
- Herman Cornelis Jacobus Caderius van Stockum, heer van Waarder (1881-1951), luitenant-kolonel der cavalerie
  - mr. Joan Cornelis Jacobus van Stockum (1911-1984), directeur van de stichting Het Oude Hof; trouwde in 1938 met jkvr. Carolina Wilhelmina Frederika van Naerssen (1912-1997), laatste telg van het geslacht Van Naerssen
  - Catharina Johanna Margaretha van Stockum (1912-1990); trouwde in 1939 met jhr. Adolf Willem Felix von Balluseck (1915-2006), luitenant-generaal titulair, lid van de familie Von Balluseck
  - Anna Mathilda van Stockum (1914-2002); trouwde in 1942 met Hans Axel Werner Freiherr von Maltzahn (1913-1944/1949), kapitein en lid van de familie Von Maltzahn
- mr. Maximiliaan Gustaaf Adolf van Stockum, heer van Akendam (1885-1969), griffier van het kantongerecht van Gorinchem

Geslachten die opgenomen zijn in het sinds 1910 verschijnende genealogische naslagwerk Nederland's Patriciaat. Lijst volgens opgave van het CBG Centrum voor familiegeschiedenis.
A · B · C · D · E · F · G · H · I · J · K · L · M · N · O · P · Q · R · S · T · U · V · W · Y · Z